# Difference in Depth of Modulation
Als DDM (engl. Difference in Depth of Modulation) wird bei den Funknavigationsanlagen der Flugsicherung ILS-LocaLiZer (ILS-LLZ) und ILS-Glide-Path (ILS-GP)-Sendern ausgestrahlten 90 Hz- und einem 150 Hz-Ton, der im  Empfängers an Bord eines Luftfahrzeuges an einem Punkt im Raum empfangene Verhältnis beider Modulationsgrade des 90 Hz-Tons und des 150 Hz-Tons bezeichnet. 
Dabei ist der Modulationsgrad
(bzw. die Modulationstiefe oder der Modulationsindex) ein Maß dafür, wie stark bei einer Amplitudenmodulation das modulierende Nutzsignal die Amplitude des modulierten Trägersignals beeinflusst.
Bei Funknavigationsanlagen der Flugsicherung wird, anders als bei Amplitudenmodulation mit Sprach- oder Musik-Signalen, der maximale Modulationsgrad nicht für alle Signale angegeben, sondern von ICAO in ICAO Annex 10 Volume I gesondert definiert, so wird z. B. bei ILS-LocaLiZer (ILS-LLZ)-Sendern der maximale Modulationsgrad für alle Signale gesondert definiert, um Störungen zu minimieren. 
Für den 90 Hz-Ton und den 150 Hz-Ton des ILS-LLZ-CSB- (engl. Carrier-Side-Band) und -CSO-Signals (Carrier-Sideband-Only), sind für den 90-Hz- und den 150-Hz-Ton ein Modulationsgrad zwischen m = 0,18 und m = 0,22 (entspricht 18 % und 22 % Modulationsgrad) festgelegt worden.Nr. 3.1.3.5.2
Je nach Position des Luftfahrzeugen überwiegen beim Empfang die  Depth Of Modulation (DOM) des 90 Hz- oder des 150 Hz-Tons, wobei auf Kursmitte beide DOM-Werte identisch sind. 
Die DDM (Difference in Depth of Modulation, dt. Differenz im Modulations-Index des 90-Hz- und des 150-Hz-Tons) wird nicht im ILS-LLZ-Sender auf die ILS-LLZ -Trägerfrequenz aufmoduliert, sondern entsteht erst im Fernfeld (engl.  far field) des ILS-LLZ-Antennen-Arrays.